# 黃尾小沙丁魚
黃尾小沙丁魚為輻鰭魚綱鲱形目鲱科的其中一種，分布於東大西洋區，從塞內加爾至安哥拉海域，棲息深度可達50公尺，體長可達16公分，棲息在沿海海域，成群活動，可做為食用魚。

## 擴展閱讀
維基物種上的相關：黃尾小沙丁魚